# Lilltjärnen (Tåsjö socken, Ångermanland)
Lilltjärnen är en sjö i Strömsunds kommun i Ångermanland och ingår i Ångermanälvens huvudavrinningsområde.